# Extensió sanguínia

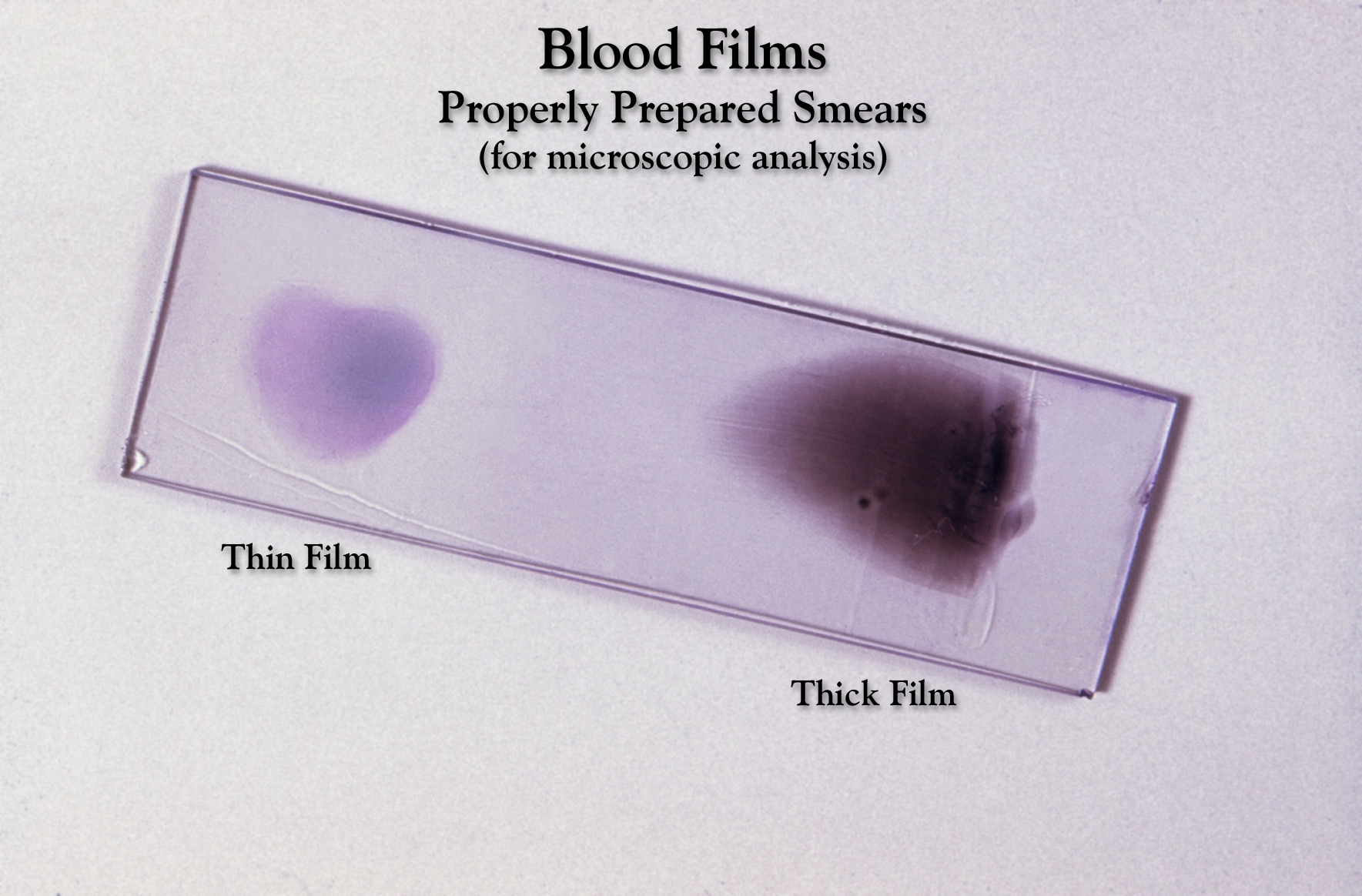
Extensió sanguínia, tinció de Giemsa

Una extensió sanguínia o frotis sanguini és una mostra de sang recoberta parcialment sobre un portaobjectes, de tal manera que les cèl·lules es disposen formant una sola capa d'elles.

## Part d'una extensió

### Cap
És la zona inicial de l'extensió i la més gruixuda, s'hi troben en major proporció de limfòcits i les hematies formen aglomerats (piles de monedes).

### Cos
És la zona intermèdia de l'extensió i el seu gruix és l'apropiat. Es troba una proporció adequada entre els diferents tipus de leucòcits.

### Cua
És la zona final de l'extensió i sol tenir un aspecte arrodonit. És la regió més fina i on es troba una proporció més gran de leucòcits grans.

## Utilitat
El seu estudi és essencial per l'anàlisi morfològic de les hematies i per la realització del recompte diferencial limfocitari. És imprescindible per la distinció d'una autèntica trombopènia a una psedotrombopènia produïda per agregats plaquetaris. A més a més, és útil per la comprovació de les alarmes que proporcionen les autoanalitzadors hematològics.